# Валерианелла
Валериане́лла (лат. Valerianella), или Валерья́нница — род травянистых растений семейства Валериановые (Valerianaceae), распространённых главным образом в Средиземноморье, включая Иран, Афганистан и Среднюю Азию, а также в Западной Европе и Северной Америке.
Название рода представляет собой уменьшительное от Valeriana.

## Синонимы
- Siphonella (Torr. & A. Gray) Small

## Ботаническое описание
Однолетние травы с более-менее дихотомически ветвистым стеблем. Цветки мелкие, собраны в многоцветковые полузонтичные (иногда головчатые) соцветия на концах ветвей, иногда растут также поодиночке в верхних развилках стебля. Венчик воронковидный. Тычинок три. Малозаметный при цветении отгиб чашечки при плодах у многих видов валерианеллы более-менее сильно разрастается в виде воронки, чаши, длинных зубцов или лопастей. Плод трёхгнёздный с одним плодущим и двумя стерильными гнёздами.

## Значение и применение
Некоторые виды, например, Valerianella eriocarpa и Valerianella locusta культивируются в качестве пищевых растений, используемых в салаты и супы. Они содержат меньше горьких и ароматических веществ, чем многолетние растения из семейства валериановых, листья их обычно почти безвкусные.

## Виды
В отечественной литературе указывается 60—80 видов валерианеллы.
- Valerianella adylovii M.N.Abdull.
- Valerianella affinis Balf.f.
- Valerianella aksaensis M.N.Abdull.
- Valerianella amarella (Lindh. ex Engelm.) Krok
- Valerianella amblyotis Fisch. & C.A.Mey. ex Hohen.
- Valerianella anodon Lincz. — Валерианелла беззубая
- Valerianella antilibanotica Rech.f.
- Valerianella balansae V.A.Matthews
- Valerianella carinata Loisel.
- Valerianella caucasica (Boiss.) Höck
- Valerianella chenopodiifolia (Pursh) DC.
- Valerianella chlorodonta Coss. & Durieu ex Coss.
- Valerianella chlorostephana Boiss. & Balansa
- Valerianella corniculata C.A.Mey. — Валерианелла рожковая
- Valerianella coronata (L.) DC. — Валерианелла увенчанная
- Valerianella costata (Steven) Betcke
- Valerianella cupulifera Le Grand
- Valerianella cymbicarpa C.A.Mey. — Валерианелла ладьеплодная
- Valerianella dactylophylla Boiss. & Hohen. — Валерианелла пальчатолистная
- Valerianella dentata (L.) Pollich — Валерианелла зубчатая
- Valerianella deserticola Hadač
- Valerianella discoidea (L.) Loisel.
- Valerianella divaricata Lange
- Valerianella echinata (L.) DC. — Валерианелла ежовая
- Valerianella eriocarpa Desv. — Итальянский полевой салат
- Valerianella falconida Shvedtsch.
- Valerianella florifera Shinners
- Valerianella glomerata Boiss. & Balansa
- Valerianella godayana Fanlo
- Valerianella hirsutissima Link
- Valerianella kotschyi Boiss.
- Valerianella kulabensis Lipsky ex Lincz.
- Valerianella lasiocarpa (Stev.) Betcke
- Valerianella laticuspis Bertol.
- Valerianella leiocarpa (K.Koch) Kuntze
- Valerianella leptocarpa Pomel
- Valerianella lipskyi Lincz.
- Valerianella locusta (L.) Laterr. — Валерианелла колосковая, или Полевой салат
- Valerianella longiflora (Torr. & A.Gray) Walp.
- Valerianella lusitanica Pau ex Font Quer
- Valerianella martini Loscos
- Valerianella microcarpa Loisel.
- Valerianella mixta (L.) Dufr.
- Valerianella multidentata Loscos & J.Pardo
- Valerianella nuttallii (Torr. & A.Gray) Walp.
- Valerianella obtusiloba Boiss.
- Valerianella orientalis (Schltdl.) Boiss. & Balansa
- Valerianella ovczinnikovii B.A.Sharipova
- Valerianella oxyrrhyncha Fisch. & C.A.Mey.
- Valerianella ozarkana Dyal
- Valerianella palmeri Dyal
- Valerianella petrovitchii Asch. ex Rohlfs
- Valerianella plagiostephana Fisch. & C.A.Mey. — Валерианелла косовенцовая
- Valerianella platycarpa Trautv.
- Valerianella platyloba Dufr.
- Valerianella pomelii Batt.
- Valerianella pontica Lipsky
- Valerianella pumila (L.) DC. — Валерианелла карликовая
- Valerianella radiata (Willd.) Dufr.
- Valerianella rimosa Bastard
- Valerianella sclerocarpa Fisch. & C.A.Mey.
- Valerianella soyeri Buchinger ex Boiss.
- Valerianella stenocarpa (Engelm. ex A.Gray) Krok
- Valerianella stephanodon Coss. & Durieu
- Valerianella szovitsiana Fisch. & C.A.Mey.
- Valerianella texana Dyal
- Valerianella triceras Bornm.
- Valerianella triplaris Boiss. & Buhse — Валерианелла трёхкрылая
- Valerianella tuberculata Boiss. — Валерианелла бугорчатая
- Valerianella turcica Doğru-Koca & G.Zare
- Valerianella turgida (Steven) Betcke
- Valerianella turkestanica Regel & Schmalh. ex Regel
- Valerianella umbilicata (Sull.) Alph.Wood
- Valerianella uncinata (M.Bieb.) Dufr.
- Valerianella varzobica B.A.Sharipova
- Valerianella vesicaria (L.) Moench — Валерианелла пузырчатая
- Valerianella vvedenskyi Lincz.